# 혼이즈미 리나
혼이즈미 리나(일본어: 本泉 莉奈,  2월 4일 ~ )는 일본의 여자 성우이다.

## 출연 작품
굵은 글씨는 메인 캐릭터.

### TV 애니메이션
2013년
- 다마고치! 미라클 프렌즈 (손님)
- 듀얼 마스터즈 빅토리 V3 (선생님/보모)
- 킬라킬 (손님)

2014년
- 소니애니 -SUPER SONICO THE ANIMATION- (알바생, 클라이언트, 여학생C, 여자아이B, 어미고양이, 산타걸A)
- 텐카이나이트 (동급생)
- 하나야마타 (학생, 이벤트 스태프, 관객)

2015년
- 경계의 린네 (어린 린네, 네코다 엄마 외 단역)
- 방과후의 플레이아데스 (학생A)

2016년
- 미소녀 전사 세일러 문 Crystal 시즌3 (비리유이)
- 퀄리디아 코드 (아나운서, 학생)
- TRICKSTER 에도가와 란포「소년 탐정단」에서- (핏포, 츠지 토모에)

2017년
- 맞선 상대는 제자, 기가 센, 문제아 (사이카와 나노)
- 십이대전 (문하생, 여학생)
- 웃는 세일즈맨NEW (동료 여성)
- 퓨처 카드 버디파이트X (아이B)
- BanG Dream! (카와바타 마유, 미즈무라 카에데)
- THE REFLECTION (여고생3, 어린 알렌)

2018년
- 허긋토! 프리큐어 (야쿠시지 사아야/큐어 앙주)

2019년
- 현자의 손자 (시실리 폰 클로드)

2020년
- 라피스 리라이츠 (나데시코)
- 체조 사무라이 (아라가키 레이)
- 골든 카무이 (베니코)
- 키랏토 프리☆챤 (네코미)

### 극장용 애니메이션
2023년
- 극장판 프리큐어 올스타즈 F (큐어 앙주)

### 게임
2013년
- 브레이블리 디폴드 PRAYING BRAGE (큐리 오블리주)

2014년
- 하얀고양이 프로젝트 (소피, 빌프리드 아내)

2017년
- 데스티니 차일드 (셀레네)

2020년
- 메이플스토리 (이데아)